# Mauril Bélanger
Pour les articles homonymes, voir Bélanger.
Mauril Bélanger, né le 15 juin 1955 à Mattawa (Ontario) et mort le 16 août 2016 à Ottawa, est un homme politique canadien. Il a siégé à titre de député fédéral de la circonscription Ottawa—Vanier sous la bannière du Parti libéral.

## Biographie
Il est né à Mattawa (Ontario), un petit village dans l'Est ontarien. Il fait ses études universitaires à l'Université d'Ottawa, où il obtient un baccalauréat en arts et préside la Fédération des étudiants. Il demeure à Ottawa avec son épouse Catherine, d'origine hongroise.
Avant d'entrer en politique, il occupe plusieurs postes dans le secteur public. Au début des années 1980, il est l'assistant de Jean-Luc Pépin, qui est à l’époque ministre des Transports. Par la suite, Mauril Bélanger est conseiller financier et, au début des années 1990, chef de cabinet du président de la Municipalité régionale d’Ottawa-Carleton, Peter Clark.
En 1995, lors d'une élection partielle provoquée lorsque Jean-Robert Gauthier est nommé au Sénat du Canada par le premier ministre Jean Chrétien, il est élu député dans la circonscription Ottawa-Vanier. Il est réélu lors des élections de 1997, 2000, 2004, 2006 et 2008. En mai 2011, il entame un septième mandat, en obtenant 38,2 % des suffrages. Il est réélu facilement en octobre 2015, obtenant 57,6 % des suffrages.
En 2003, il devient le whip en chef du gouvernement et Leader parlementaire adjoint. Il exerce la fonction de whip jusqu'à l'élection de 2004 et garde son poste de Leader adjoint jusqu'à l'élection de 2006. Cependant, à la suite de sa réélection en 2004, il est nommé au poste de ministre responsable des langues officielles, ministre associé de la Défense nationale et ministre responsable de la Réforme démocratique. En 2005 il perd ce ministère pour en retrouver un autre soit celui du Commerce intérieur.
Il est un ardent défenseur des droits des franco-ontariens.
Le 30 novembre 2015, il annonce qu'il souffre de la maladie de Charcot, aussi connue sous le nom de maladie de Lou Gehrig, ou sclérose latérale amyotrophique. Il confirme du même coup qu'il ne sera pas candidat à la présidence de la Chambre des communes. 
Le 27 janvier 2016, il s'adresse à la Chambre des communes grâce à un iPad et sa fonctionnalité de lecture à voix haute d'un texte au sujet d'une proposition de loi sur la neutralité du genre dans l'hymne national, ce qui constitue une première.
Il meurt le 16 août 2016 des suites de sa maladie.
En 2017, l’École élémentaire publique Le Trillium, située à Vanier, a été rebaptisée l’École élémentaire publique Mauril-Bélanger, en reconnaissance de son engagement et dévouement envers la communauté francophone d’Ottawa. 

## Archives
Il y a un fonds d'archives Mauril Bélanger à Bibliothèque et Archives Canada. 

## Décorations
- Grand-croix de l'ordre National Honneur et Mérite, ( Haïti), le 30 juillet 2016[9]
- Commandeur de l'ordre de la Pléiade